# Ammiraglio di squadra
Ammiraglio di Squadra (amiral d'escadre en français) est un grade militaire utilisé en Italie dans la Marina militare, la marine militaire italienne. 

## Description
Dans les forces armées italiennes, il est l'équivalent du generale di corpo d'armata dans l’Esercito italiano (armée de terre italienne) et du generale di squadra aerea (général d'escadre aérienne) dans l’Aeronautica Militare (armée de l'air italienne). 
Dans la hiérarchie de la marine italienne il est le supérieur de l'ammiraglio di divisione et le subordonné de l' Ammiraglio.
Selon les équivalences de l'OTAN, il s'agit d'un grade OF-8. Cependant, ammiraglio di squadra con incarichi speciali est équivalent à OF-9.